# 圣费尔迪南多
圣费尔迪南多（義大利語：San Ferdinando），是意大利雷焦卡拉布里亚省的一个市镇。总面积13平方公里，人口4453人，人口密度342.5人/平方公里（2009年）。ISTAT代码为080097。